# Mason (Ohio)
Mason és una població dels Estats Units a l'estat d'Ohio. Segons el cens del 2000 tenia 22.016 habitants.

## Demografia
Segons el cens del 2000, Mason tenia 22.016 habitants, 7.789 habitatges, i 5.981 famílies. La densitat de població era de 482,7 habitants per km².
Dels 7.789 habitatges en un 45,2% hi vivien nens de menys de 18 anys, en un 67,5% hi vivien parelles casades, en un 6,8% dones solteres, i en un 23,2% no eren unitats familiars. En el 20% dels habitatges hi vivien persones soles el 6,7% de les quals corresponia a persones de 65 anys o més que vivien soles. El nombre mitjà de persones vivint en cada habitatge era de 2,8 i el nombre mitjà de persones que vivien en cada família era de 3,27.
Per cada 100 dones de 18 o més anys hi havia 92,4 homes.
Cap de les famílies estaven per davall del llindar de pobresa.

## Poblacions més properes
El següent diagrama mostra les poblacions més properes.